# Playas Caleta y Caletilla

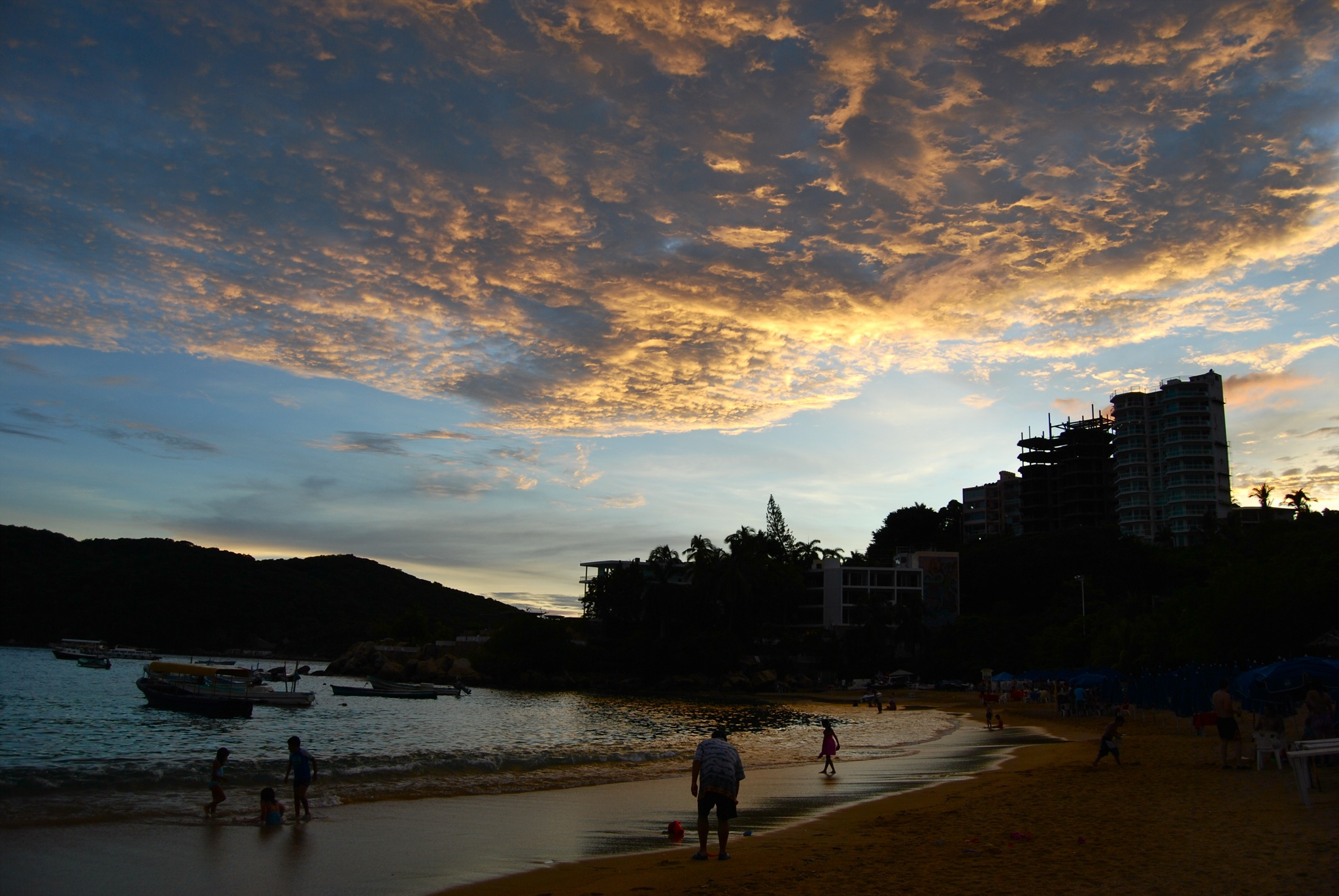
Playa Caletilla.

Las playas de Caleta y Caletilla son dos de las más conocidas y visitadas del puerto de Acapulco, Guerrero, en el sur de México. Se localizan en el primer tramo que conforma la avenida Costera Miguel Alemán, en la zona turística denominada como Acapulco Tradicional. A las playas la separa un acceso a un islote, que junto con la Isla de La Roqueta, las protege del alto oleaje del Océano Pacífico, por lo cual son ideales para la visita de niños y personas de edad avanzada.
Caleta y Caletilla cuentan con una alta y numerosa gama de restaurantes de mariscos con el sabor típico de la región que brindan una excelente panorámica al turismo, tanto nacional como extranjero. Son una de las pocas playas del puerto de Acapulco que les fue compuesta una canción propia llamada Caleta, por el afamado compositor y trovador acapulqueño José Agustín Ramírez Altamirano. 

## Historia
A principios de junio de 1813, en plena guerra por la Independencia de México, el insurgente José María Morelos giró órdenes para tomar la Isla de La Roqueta, la cual estaba en poder de los soldados realistas. Desde las playas de Caleta, el insurgente Hermenegildo Galeana vigiló el traslado de 80 soldados insurgentes desde su regimiento a las playas de la isla para consolidar su plan de ataque que estaría a cargo de Pablo Galeana.
Durante la década de los años 1900, la única forma de transportarse de la entonces singular población de Acapulco a las playas de Caleta y Caletilla era a través de un sendero de muy difícil tránsito, muy similar al actual trazo que recorre la avenida Costera Miguel Alemán. También se utilizaba la vía marítima, zarpando del puerto y dándole la vuelta a la península de Las Playas hasta llegar a dichas playas. Antiguamente, a las dos playas se les conocía solamente como Caleta, diminutivo de Cala (lugar de fácil desembarque).
Un primer camino hacia la zona fue iniciado por el General Federico Berlanga, jefe de operaciones en las regiones de la Costa Grande y Chica, quien pretendía terminarlo hasta la playa Manzanillo —playa ubicada entre la entonces población y las playas de Caleta—, sin embargo, al dejar el general Berlanga el puerto, los trabajos quedaron inconclusos. Más tarde, es el general Alberto F. Berber quien concluye la obra, más todavía no existía comunicación terrestre de Manzanillo hacia las playas de Caleta. Para 1928, se anuncia una visita oficial del presidente Plutarco Elías Calles a Acapulco por lo que la Cámara de Comercio de la ciudad, autoridades militares y civiles, así como la población en general acordaron recaudar una colecta que serviría para preparar una ceremonia de bienvenida. Posteriormente, se anunció que el presidente Calles cancelaría su visita y es cuando las autoridades deciden utilizar los recursos recaudados para continuar el camino de la playa Manzanillo a las playas de Caleta y Caletilla.
En 1949, este camino que recorre desde Playa Tlacopanocha a las playas de Caleta se convertiría en la Avenida Costera Miguel Alemán, tramo que en un principio fue nombrado como Avenida Caleta.

## Atractivos turísticos en el área
Plaza de Toros de Caletilla

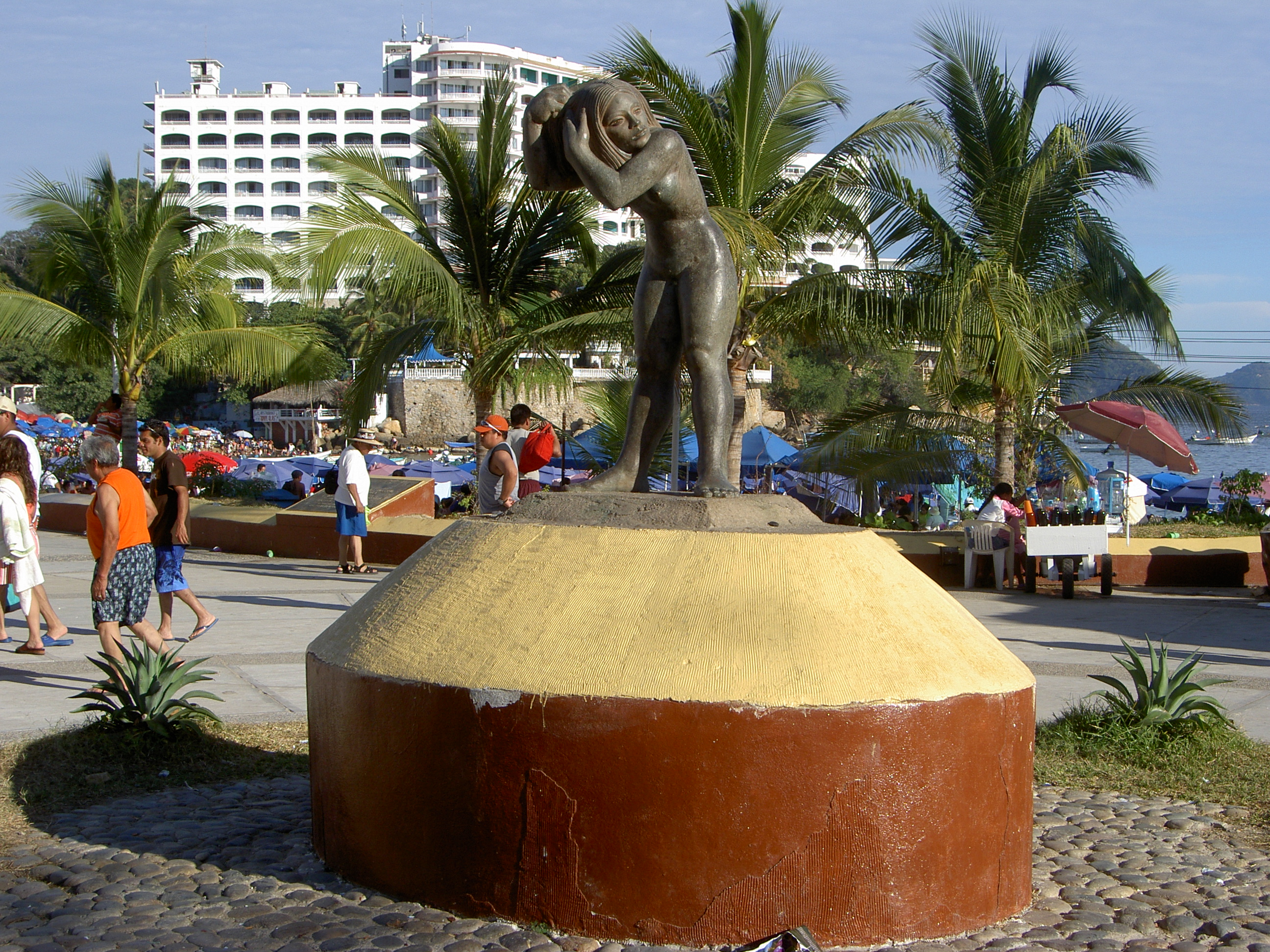
Estatua de una niña bañista a unos pasos de la playas.

Cuenta con una capacidad para 15.000 espectadores. Está ubicada en la calle Circunvalación en el área de la playa de Caletilla. Durante los domingos de la temporada de diciembre - abril se puede apreciar el espectáculo taurino. Fue inaugurada el 21 de mayo de 1955, con un encierro de Pastejé, que lidió Juan Silveti (hijo), Jorge Aguilar El Ranchero y Curro Ortega. 
Anteriormente hubo otras dos plazas. La Plaza Samuel Solís, que se inauguró el 15 de septiembre de 1940 y se derribó para dar paso a una de madera llamada Plaza de "El Toreo" o Plaza Acapulco, con capacidad para 4.000 personas, estrenada el 7 de mayo de 1950.
Mágico Mundo Marino

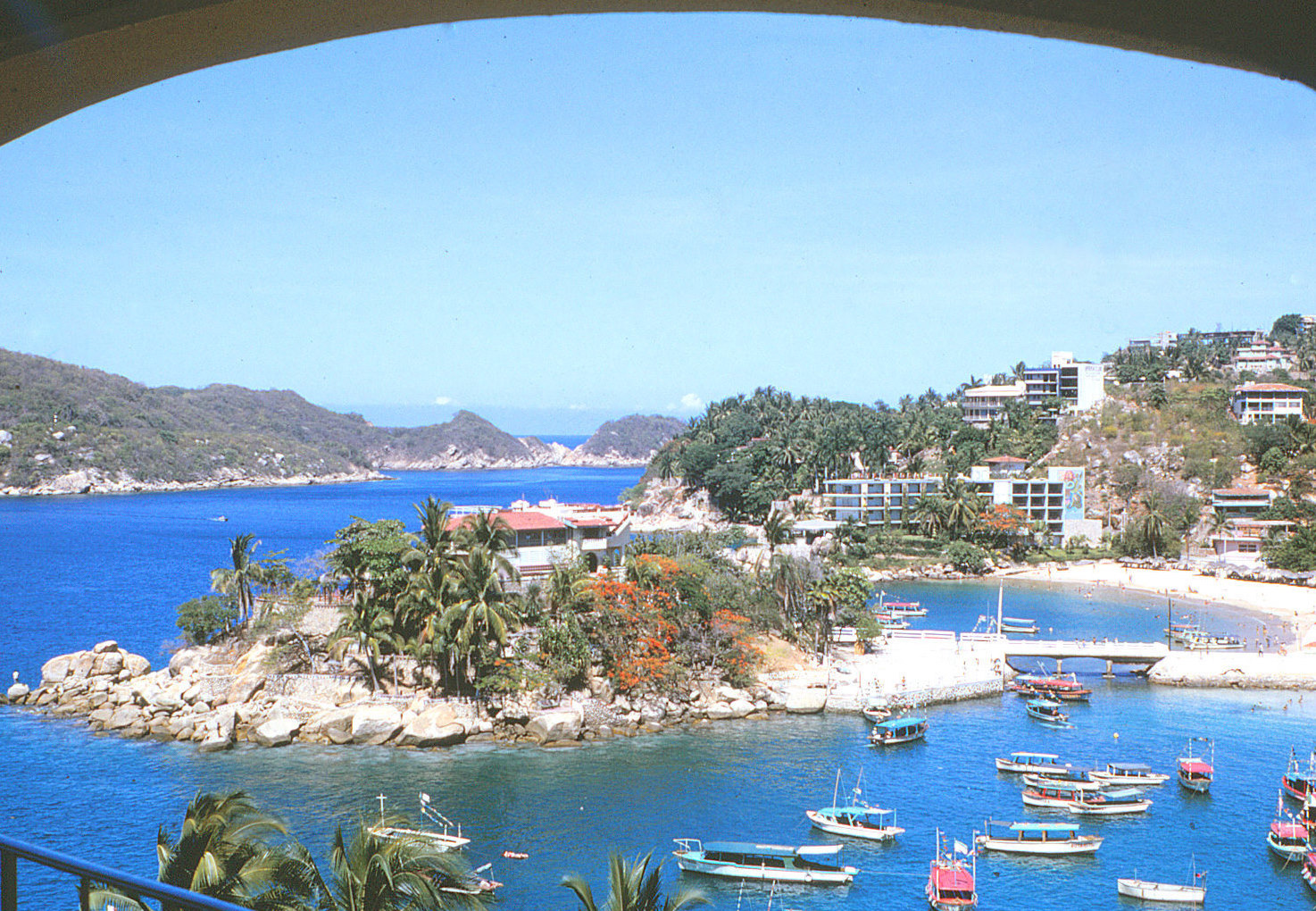
Islote que divide a las playas de Caleta y Caletilla en una fotografía de 1966.

El balneario Mágico Mundo Marino se asienta en un islote frente a las playas, el cual, alberga un acuario que muestra distintas especies de peces y reptiles, así como espectáculos donde participan focas y otras clases de animales marinos. El islote albergó durante la década de los años 1940 a la residencia del político y militar Maximino Ávila Camacho hasta su expropiación en 1949 por el gobierno del presidente Miguel Alemán Valdés (1946-1952). Posteriormente la construcción funcionó como institución educativa hasta 1990, año en que se convirtió en balneario.
La Virgen de los Mares
La Virgen de los Mares es una capilla submarina que se encuentra localizada en el fondo del mar entre la playa de Caleta y la Isla de La Roqueta, en un pequeño islote rocoso llamado La Yerbabuena. La imagen de la Virgen de Guadalupe fue colocada por los pescadores del lugar y puede ser admirada junto con la biodiversidad de las especies marinas de Acapulco, a través de lanchas (embarcaciones pequeñas) con fondo de cristal. Las lanchas parten de la playa de Caletilla. El 12 de diciembre (aniversario de la Virgen de Guadalupe), se puede ver la peregrinación de todas las lanchas con música y arreglos florales.
Mercado de artesanías de Caletilla

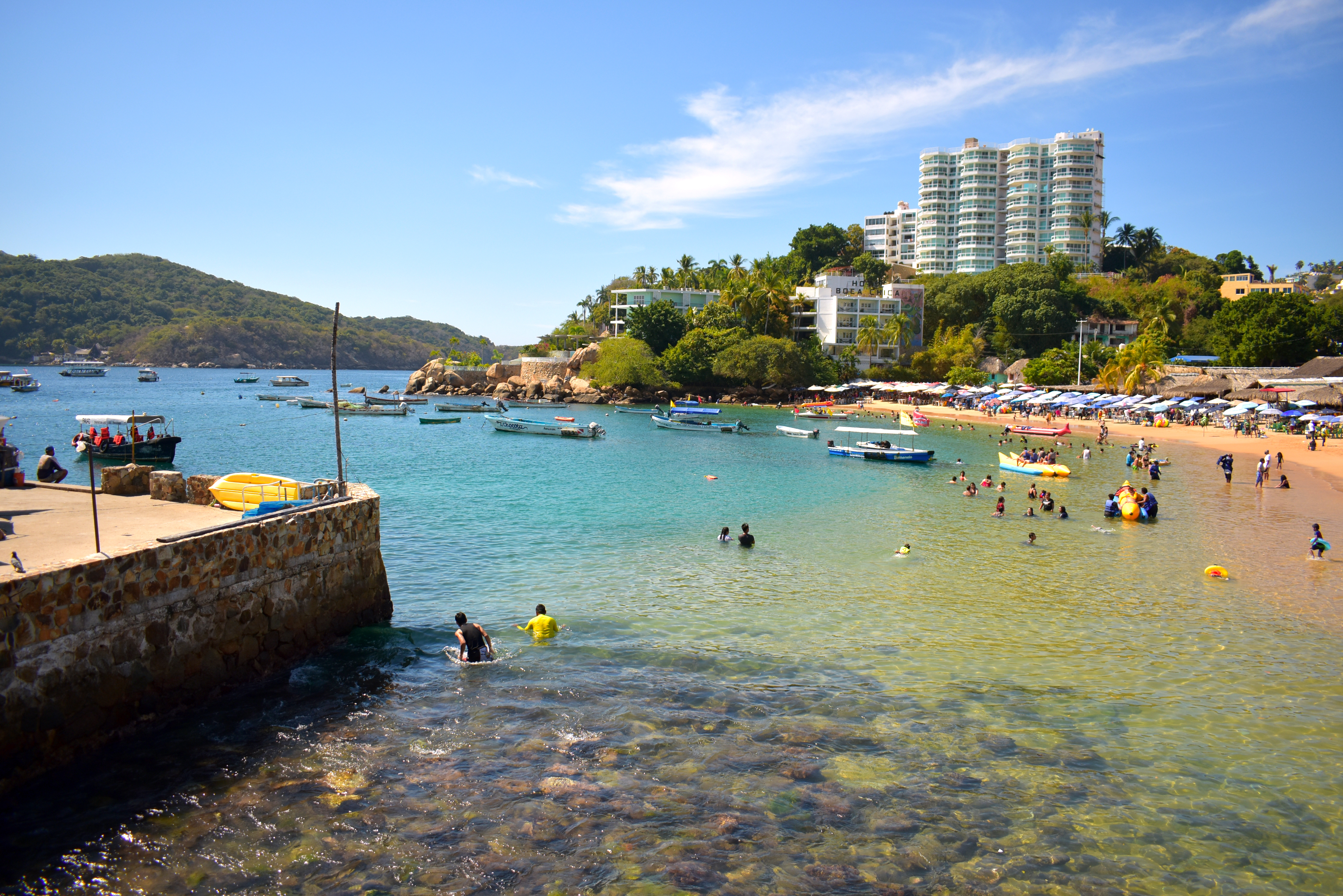
Vista a la playa Caletilla en el 2021.

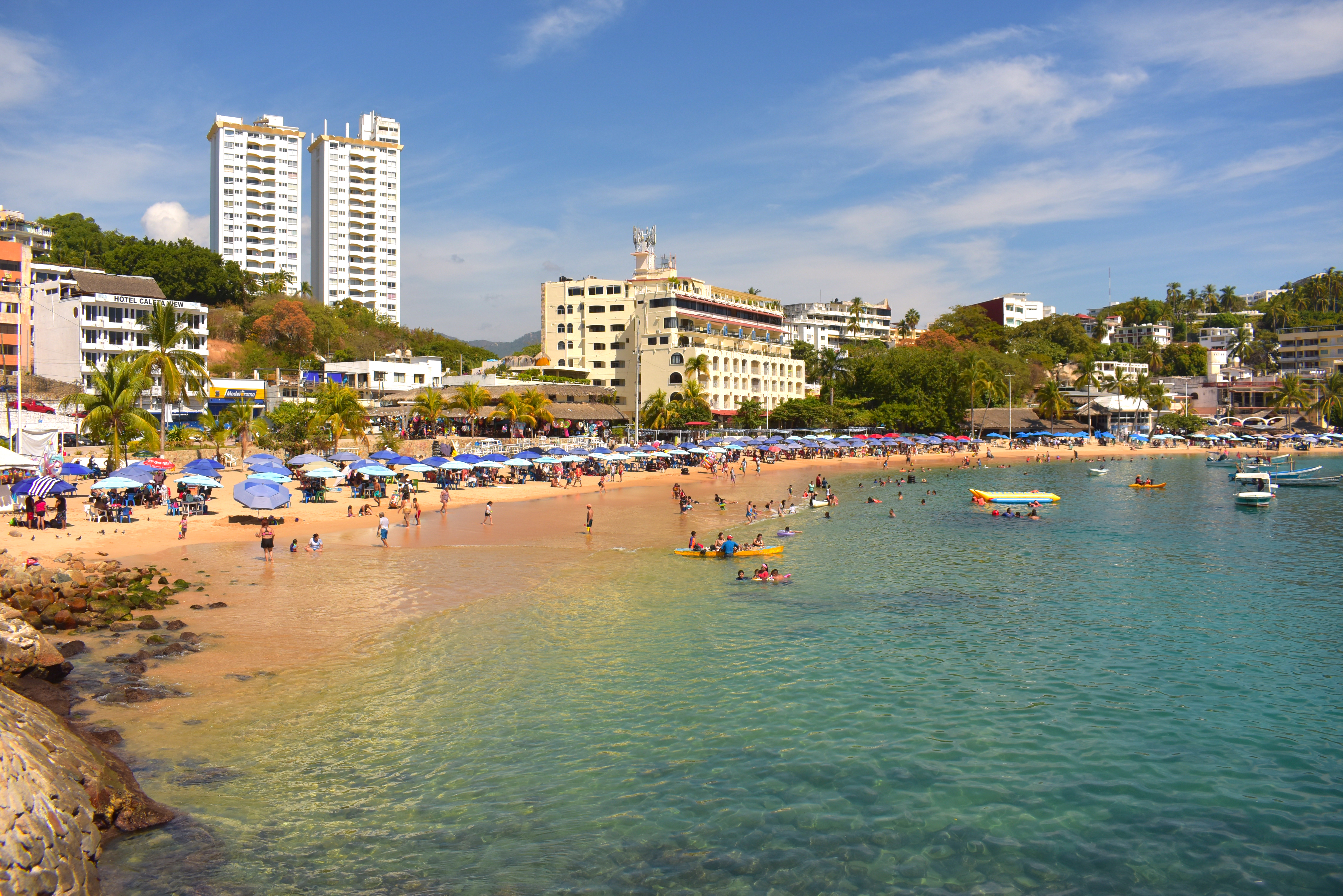
Vista a la playa Caleta en el año 2021.

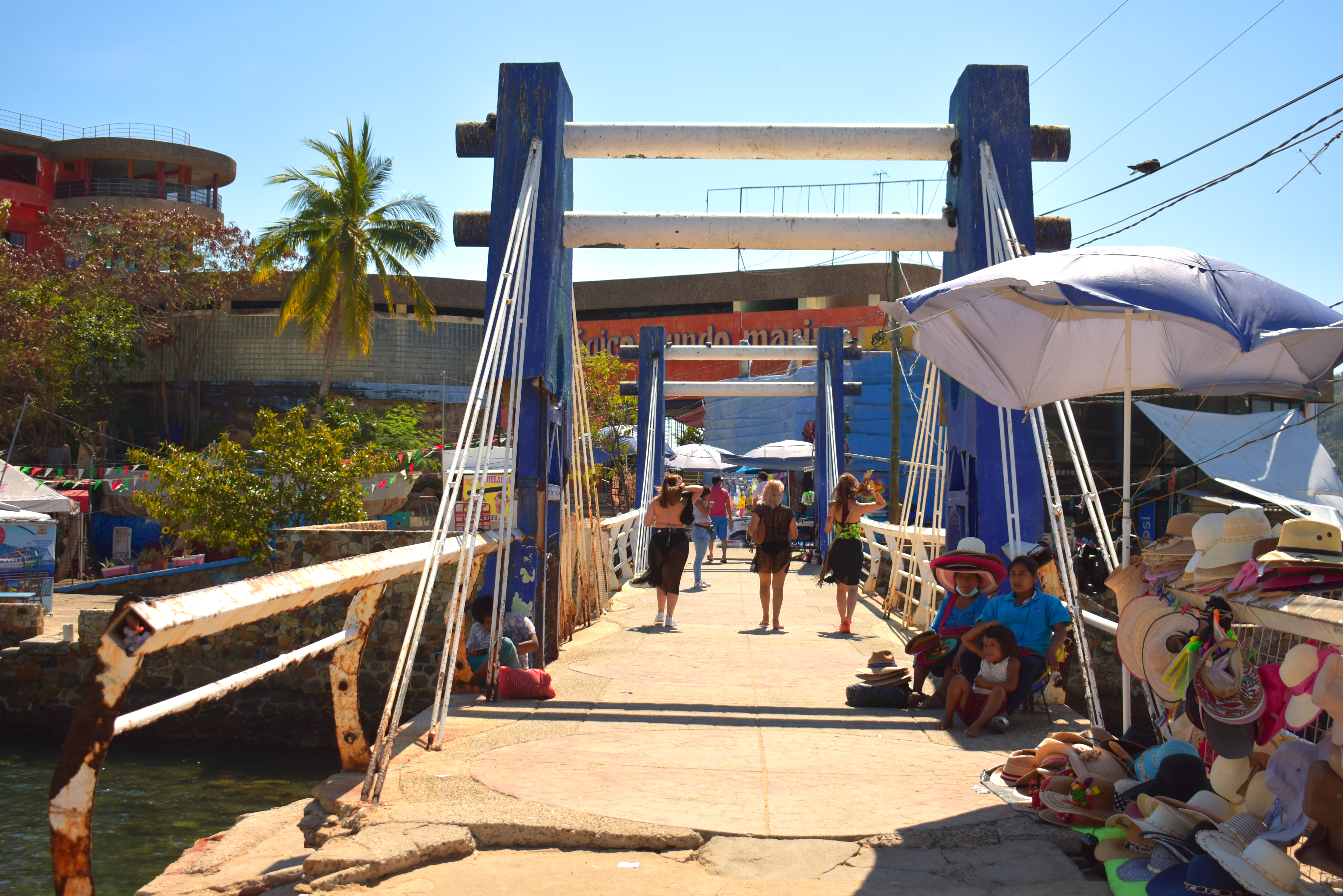
Embarcadero que divide a la playa Caleta y Caletilla en el año 2021.

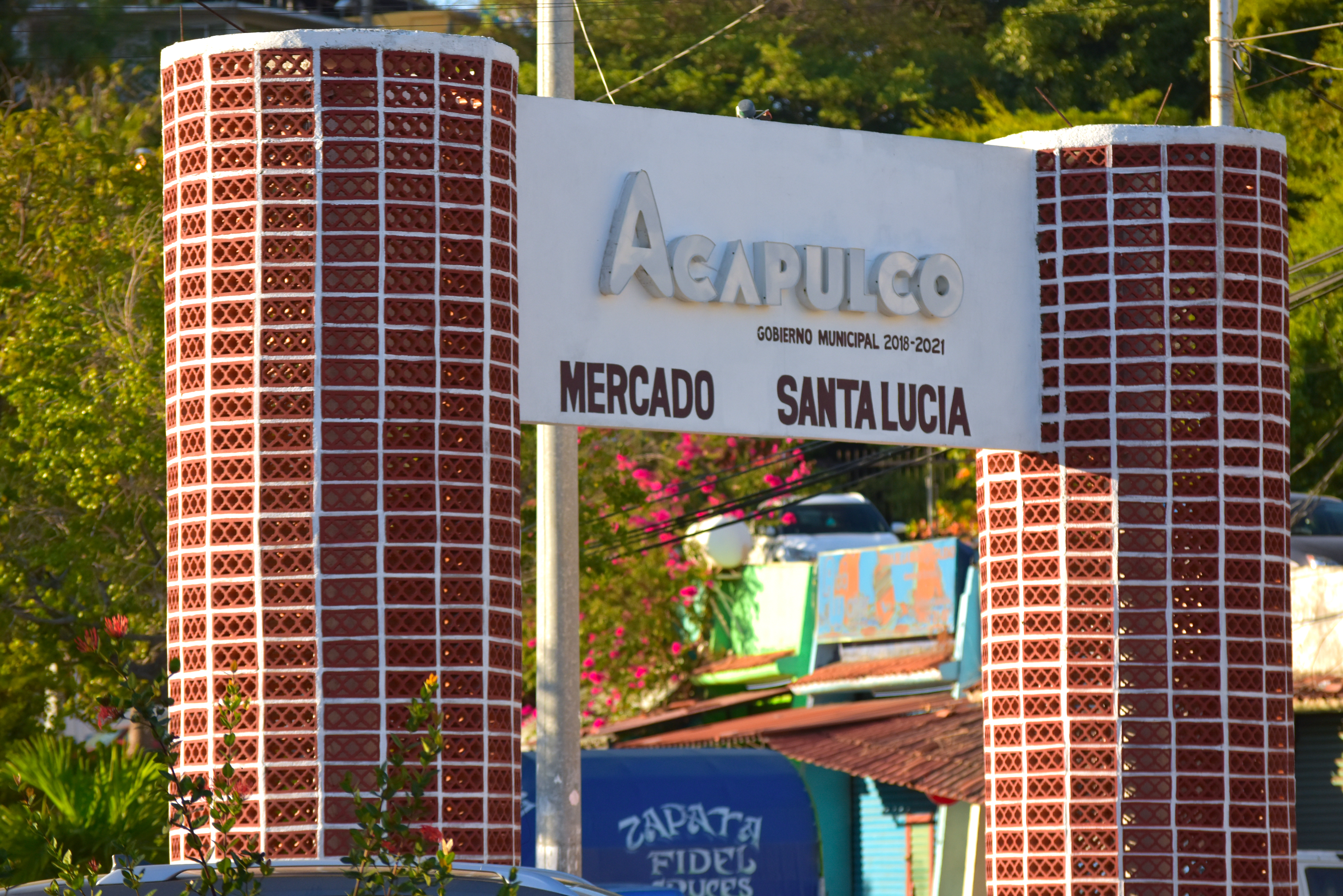
Acceso al "Mercado Santa Lucía" a un costado de las playas de Caleta y Caletilla en el año 2021.

El Mercado de artesanías de Caletilla se encuentra en dicha playa y es famoso por obras y trabajos realizados manualmente por artesanos de la región.